# احمد فتحی بوجی
احمد فتحی بوجی (انگلیسی: Bogy؛ زادهٔ ۲۸ ژانویهٔ ۱۹۸۹) یک ورزشکار اهل مصر است.
از باشگاه‌هایی که در آن بازی کرده‌است می‌توان به باشگاه فوتبال شباب بلوزداد و باشگاه ورزشی زمالک اشاره کرد.
وی همچنین در تیم ملی فوتبال Egypt U-20 بازی کرده است.